# Hugh McGregor Ross
Hugh McGregor Ross, né le 31 août 1917 à Nairobi, Kenya et mort le 1er septembre 2014[réf. nécessaire]  à Painswick, Gloucester, Angleterre, est un des pionniers de l'histoire britannique de l'informatique,,.
Il a travaillé pour Ferranti à partir du milieu des années 1960, où il a travaillé sur l'ordinateur à tubes à vide Pegasus.
Il a été impliqué dans la définition des standards ASCII et ISO 646 et a travaillé en étroite collaboration avec Bob Bemer.
ASCII a d'abord été connu en Europe sous le nom de code Bemer-Ross.
Il a été aussi l'un des trois principaux concepteurs de la norme ISO 6937, avec Peter Fenwick et Luek Zeckondorf. Il a été l'un des principaux architectes du Jeu Universel de Caractères ISO/CEI 10646.
Hugh est un expert de l'Évangile selon Thomas et a écrit plusieurs livres à ce sujet. Il est un quaker, et a également écrit au sujet de George Fox. Ses documents de travail sur les enseignements de Fox sont conservés au Yorkshire Quaker Heritage Project.

## Livres par Hugh McGregor Ross
- George Fox Speaks for Himself: Texts that reveal his personality—many hitherto unpublished. York: William Sessions, 1991,  (ISBN 1-85072-081-9)
- Говорит сам Джордж Фокс: тексты, раскрывающие его личнотсь (многие публикыуются впервые). Отобрано, отредактировано и представлено Хью Мак-Грегором Россом. Ленинград: [s.n.],  (ISBN 5-94067-018-0)
- The Gospel of Thomas: newly presented to bring out the meaning, with introductions paraphrases and notes.  Colchester: The Millrind Press, 1997,  (ISBN 1-902194-02-0). Second edition Element Books,  (ISBN 1-84293-036-2). First edition York: Ebor Press,  (ISBN 1-85072-019-3)
- Jesus untouched by the Church: His Teachings in the Gospel of Thomas. Calligraphy by John Blamires. York: William Sessions Limited, 1998,  (ISBN 1-85072213-7)
- Thirty Essays on the Gospel of Thomas. Longmead: Element books, 1990. Cathair na Mart: Evertype, 2008  (ISBN 978-1-904808-12-1). 4th edition Watkins Publishing.  (ISBN 1-84293-135-0)
- George Fox: A Christian mystic. Cathair na Mart: Evertype, 2008.  (ISBN 978-1-904808-17-6)